# Оператори морської піхоти підвищеної кваліфікації

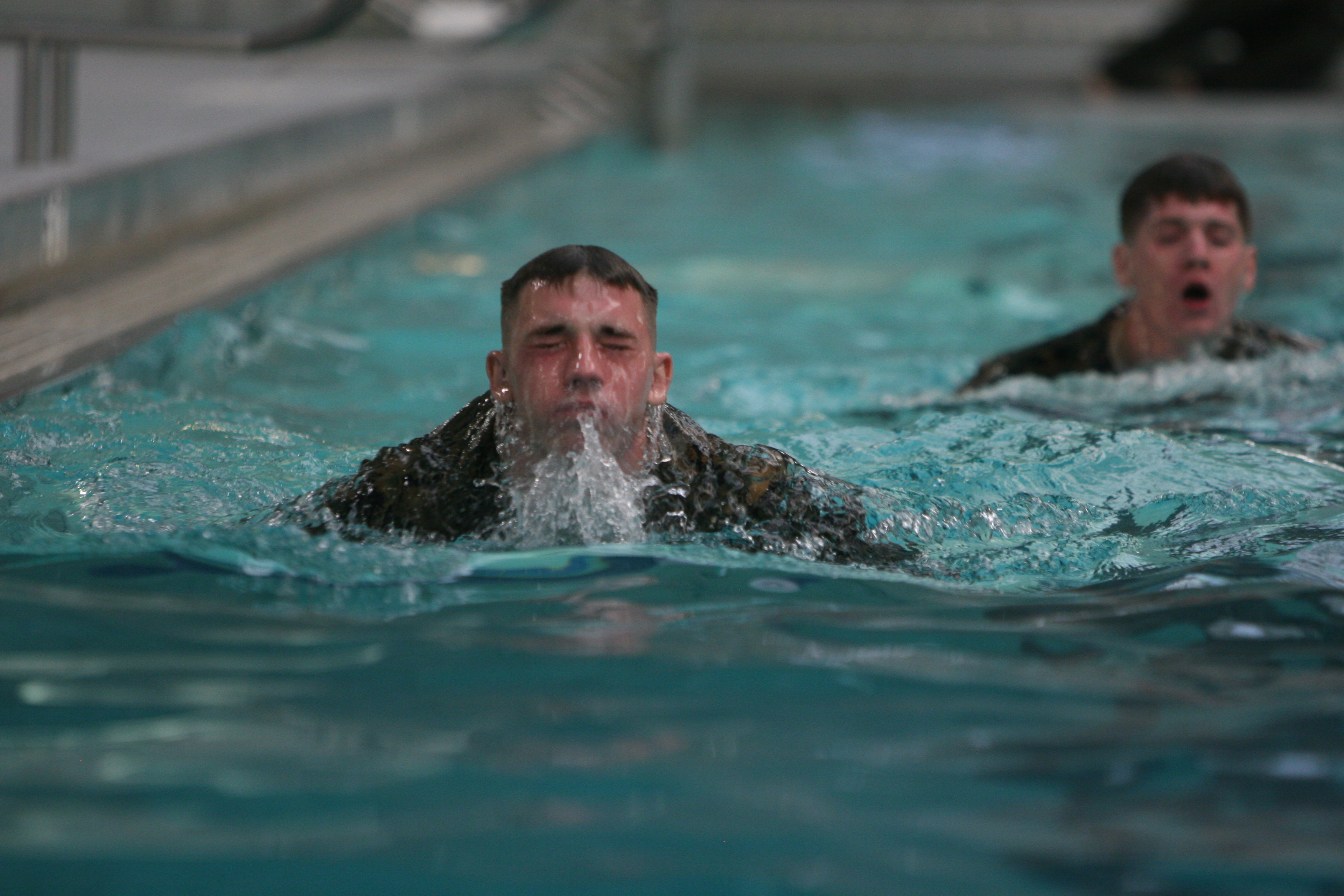
Тренування операторів спецоперацій у плаванні на 300 м. 7 жовтня 2010

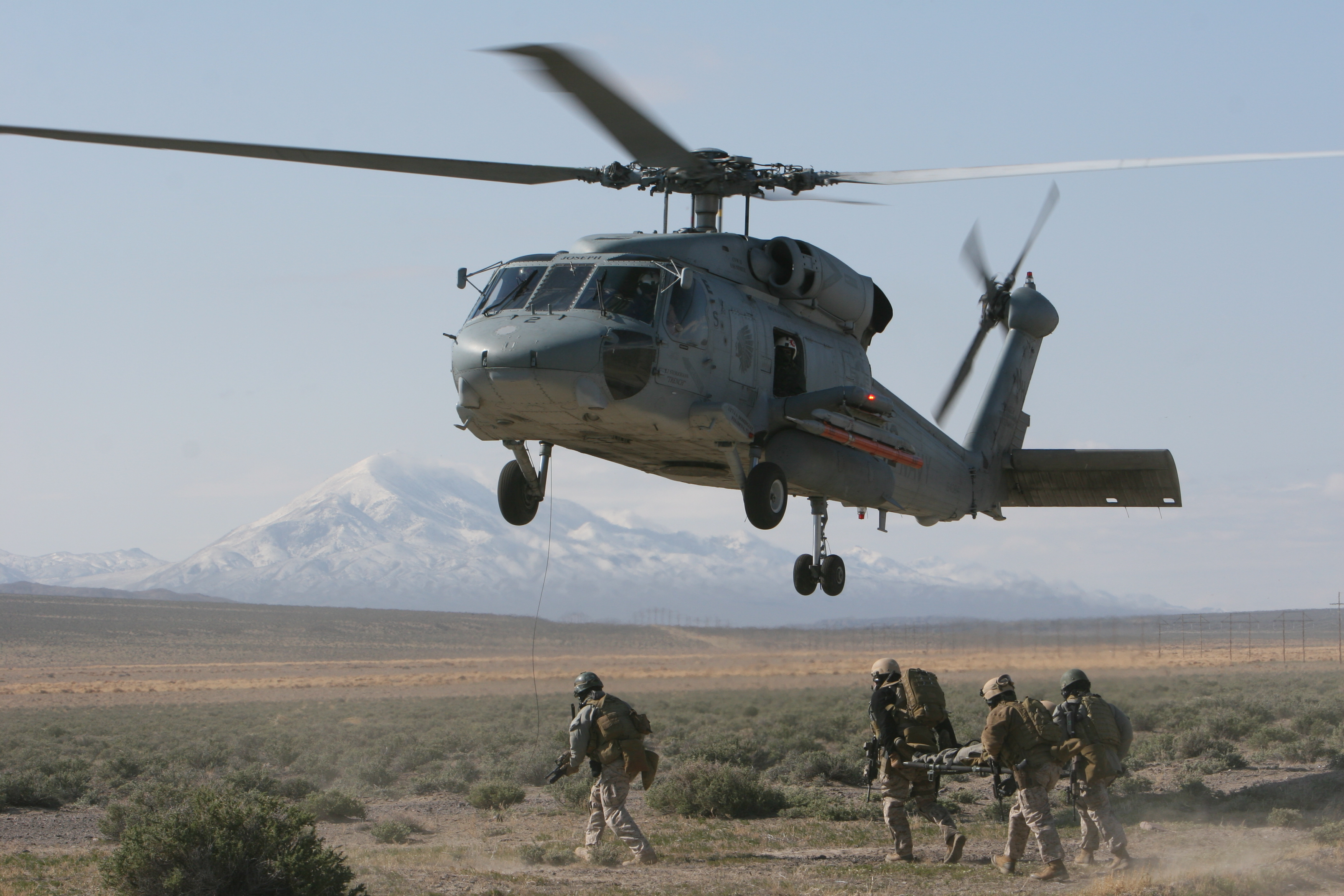
Тренування групи операторів спецоперацій під час проведення навчань з медичної евакуації вертольотом SH-60 «Сіхок» поблизу Фаллон, Невада. 16 березня 2009

Оператори морської піхоти підвищеної кваліфікації (англ. United States Marine Corps Critical Skills Operator, CSO) — високопрофесійні та спеціально навчені оператори сил спеціальних операцій Корпусу морської піхоти США, які входить до складу Командування сил спеціальних операцій корпусу морської піхоти й призначені для виконання завдань різнорідних спеціальних операцій, що діють, як правило, у складі наземних груп разом з підрозділами морської піхоти (взводами, ротами та батальйонами морської піхоти США).

## Зміст
Спеціалізована підготовка операторів передбачає вільне володіння мовами, які розповсюджені в районах проведення операцій, для спільної взаємодії з дружніми силами, тамтешнім цивільним населенням та подолання культурних бар'єрів. За оцінками фахівців Корпусу морської піхоти на підготовку одного оператора підвищеної кваліфікації потрібно мінімум 4,5 роки інтенсивних тренувань, навчань та випробувань. До того ж, за вимогами їхньої підготовки, військовослужбовець морської піхоти мусить прослужити мінімум 3 роки в Корпусі (або досягти рангу капрал) перед тим, як подати заяву на проходження курсу підготовки.
Оператори морської піхоти підвищеної кваліфікації володіють високим рівнем автономності дій, великим досвідом та практикою проведення акцій, швидкою реакцією на зміни обстановки, здатністю вчасно застосовувати критичне мислення для досягнення оперативних цілей. Вони навчені швидко уловлювати наміри командира за допомогою отримання усних наказів і розпоряджень у ході місії й ефективно застосовувати усі набуті навички на практиці. Вони досягають успіху за умови складної або критичної ситуації, будучи в стані прийняти правильне рішення, в потрібному місці і в потрібний час. Оператори згуртовані діяти як поодинці, так і в складі команди або групи за умови повної відсутності підтримки з боку коаліційних сил